# CONCACAF Champions Cup 2024
La CONCACAF Champions Cup 2024 è stata la 59ª edizione della CONCACAF Champions Cup, la principale competizione continentale organizzata dalla CONCACAF, organo amministrativo del calcio in America del Nord, America centrale e nei Caraibi. L'edizione 2024 è la prima con la nuova denominazione, con un allargamento a 27 squadre partecipanti e cinque turni a eliminazione diretta.
Il Pachuca, vincitore della competizione, si è qualificato, insieme con i vincitori delle edizioni 2021 (Monterrey), 2022 (Seattle Sounders) e 2023 (León) per la Coppa del mondo per club FIFA 2025, che si terrà negli Stati Uniti. Il vincitore si qualificherà inoltre per la Coppa Intercontinentale FIFA 2024, che si disputerà nel mese di dicembre.

## Assegnazione dei posti
In seguito all'allargamento della competizione, ventisette squadre prendono parte al torneo, con cinque di loro che ottengono automaticamente la qualificazione agli ottavi di finale e le restanti ventidue che iniziano dal primo turno.
Dodici dei ventisette posti sono assegnati in base alle competizioni continentali di secondo e terzo livello, la riformata Leagues Cup (3 posti) e le già esistenti CONCACAF Caribbean Cup (3 posti) e CONCACAF Central American Cup (6 posti).
Diversamente dalle edizioni precedenti, le tre squadre canadesi partecipanti alla Major League Soccer hanno potuto qualificarsi alla competizione non solo tramite gli slot riservati al Canadian Championship, ma anche tramite i cinque riservati alla MLS, mentre le squadre partecipanti alla Canadian Premier League ricevono due slot dal campionato. Sono disponibili inoltre uno slot per la Lamar Hunt U.S. Open Cup e uno per il Canadian Championship.

### Distribuzione
Le 27 squadre partecipanti sono ripartite come segue in base alla federazione subcontinentale:
- Zona Nordamericana: 18 squadre provenienti da 3 federazioni.
- Zona Centroamericana: 6 squadre provenienti da 2-6 federazioni.
- Zona Caraibica: 3 squadre provenienti da 1-3 federazioni.

5 squadre sono automaticamente qualificate agli ottavi di finale:
- Le vincitrici delle competizioni regionali per ognuna delle tre zone CONCACAF
- I vincitori della Major League Soccer 2023 e della Liga MX 2022-2023 (quest'ultima ha due diversi campioni, uno per Apertura e uno per Clausura, quindi lo slot è riservato alla vincente di periodo con il maggior numero di punti complessivi)

Le rimanenti 22 squadre iniziano la competizione dal primo turno:
- Le squadre seconda e terza classificata nella Leagues Cup 2023
- Le squadre seconda e terza classificata nella CONCACAF Caribbean Cup 2023
- Le altre tre semifinaliste e le due vincenti degli spareggi nella CONCACAF Central American Cup 2023
- La vincente della U.S. Open Cup
- La vincente del Canadian Championship
- Le vincenti della stagione regolare e dei play-off di Canadian Premier League
- La vincente dell'altro periodo e le altre due squadre con il miglior punteggio nella classifica aggregata della Liga MX
- La vincente del MLS Supporters' Shield
- La vincente dell'altra Conference e le altre due squadre con il miglior punteggio nel Supporter's Shield di Major League Soccer

## Squadre partecipanti
| Competizione         | Squadra       | Qualificazione                                                            | App. | Miglior risultato       |
| -------------------- | ------------- | ------------------------------------------------------------------------- | ---- | ----------------------- |
| Caribbean Cup        | Robinhood     | Vincitore della Caribbean Cup 2023                                        | 14°  | Finale (1983)           |
| Central American Cup | Alajuelense   | Vincitore della Central American Cup 2023                                 | 27°  | Vincitore (2004)        |
| Leagues Cup          | Inter Miami   | Vincitore della Leagues Cup 2023                                          | 1°   | Debutto                 |
| Liga MX              | Pachuca       | Campione del periodo di Liga MX 2022-2023 con il miglior punteggio totale | 10   | Vincitore (2016-17)     |
| Major League Soccer  | Columbus Crew | Vincitore della Major League Soccer 2023                                  | 5    | Quarti di finale (2021) |

| Competizione            | Squadra             | Qualificazione                                                                 | App. | Miglior risultato       |
| ----------------------- | ------------------- | ------------------------------------------------------------------------------ | ---- | ----------------------- |
| Canadian Championship   | Vancouver Whitecaps | Vincitore del Canadian Championship 2023                                       | 4    | Semifinale (2016-17)    |
| Canadian Premier League | Forge               | Vincitore della Canadian Premier League 2023                                   | 2    | Ottavi di finale (2022) |
| Canadian Premier League | Cavalry             | 1° nella stagione regolare di Canadian Premier League 2023                     | 1    | Debutto                 |
| Caribbean Cup           | Cavalier            | Finalista della Caribbean Cup 2023                                             | 1    | Debutto                 |
| Caribbean Cup           | Moca                | 3° nella Caribbean Cup 2023                                                    | 1    | Debutto                 |
| Central American Cup    | Real Estelí         | Finalista della Central American Cup 2023                                      | 8    | Ottavi di finale (2021) |
| Central American Cup    | Indep. La Chorrera  | Semifinalisti della Central American Cup 2023                                  | 2    | Quarti di finale (2019) |
| Central American Cup    | Herediano           | Semifinalisti della Central American Cup 2023                                  | 14   | Semifinale (2014-15)    |
| Central American Cup    | Comunicaciones      | Vincitori degli spareggi della Central American Cup 2023                       | 29   | Quarti di finale (2022) |
| Central American Cup    | Saprissa            | Vincitori degli spareggi della Central American Cup 2023                       | 36   | Vincitore (2005)        |
| Leagues Cup             | Nashville           | Finalista della Leagues Cup 2023                                               | 1    | Debutto                 |
| Leagues Cup             | Philadelphia Union  | 3° nella Leagues Cup 2023                                                      | 3    | Semifinale (2023)       |
| Liga MX                 | Tigres UANL         | Campione del periodo di Liga MX 2022-2023 con il peggior punteggio totale      | 10   | Vincitore (2020)        |
| Liga MX                 | Toluca              | Finalista di Apertura della Liga MX 2022-2023                                  | 13   | Vincitore (2003)        |
| Liga MX                 | Guadalajara         | Finalista di Clausura della Liga MX 2022-2023                                  | 9    | Vincitore (2018)        |
| Liga MX                 | Monterrey           | Successive due squadre con il miglior punteggio totale della Liga MX 2022-2023 | 12   | Vincitore (2021)        |
| Liga MX                 | América             | Successive due squadre con il miglior punteggio totale della Liga MX 2022-2023 | 16   | Vincitore (2015-16)     |
| Major League Soccer     | FC Cincinnati       | Vincitore del MLS Supporters' Shield 2023                                      | 1    | Debutto                 |
| Major League Soccer     | St. Louis City      | Vincitore della West Conference durante la regular season della MLS 2023       | 1    | Debutto                 |
| Major League Soccer     | Orlando City        | Successive due squadre con il miglior punteggio totale della MLS 2023          | 2    | Ottavi di finale (2023) |
| Major League Soccer     | N.E. Revolution     | Successive due squadre con il miglior punteggio totale della MLS 2023          | 5    | Quarti di finale (2022) |
| U.S. Open Cup           | Houston Dynamo      | Vincitore della U.S. Open Cup 2023                                             | 8    | Semifinale (2008)       |

## Date
| Turno            | Andata               | Ritorno                |
| ---------------- | -------------------- | ---------------------- |
| Primo turno      | 6-8 e 20-22 febbraio | 13-15 e 27-29 febbraio |
| Ottavi di finale | 5-7 marzo            | 12-14 marzo            |
| Quarti di finale | 2-4 aprile           | 9-11 aprile            |
| Semifinali       | 23-25 aprile         | 30 aprile - 2 maggio   |
| Finale           | 2 giugno             | 2 giugno               |

## Partite

### Tabellone
|  | Ottavi di finale   | Ottavi di finale | Ottavi di finale | Ottavi di finale |                     |   | Quarti di finale | Quarti di finale | Quarti di finale | Quarti di finale |   |   | Semifinali | Semifinali | Semifinali | Semifinali |  |  | Finale | Finale | Finale | Finale |
|  |                    |                  |                  |                  |                     |   |                  |                  |                  |                  |   |   |            |            |            |            |  |  |        |        |        |        |
|  | Pachuca            | 0                | 6                |                  |                     |   |                  |                  |                  |                  |   |   |            |            |            |            |  |  |        |        |        |        |
|  | Philadelphia Union | 0                | 0                |                  |                     |   |                  |                  |                  |                  |   |   |            |            |            |            |  |  |        |        |        |        |
|  | Philadelphia Union | 0                | 0                |                  | Pachuca             | 5 | 2                |                  |                  |                  |   |   |            |            |            |            |  |  |        |        |        |        |
|  |                    |                  |                  |                  |                     | 5 | 2                |                  |                  |                  |   |   |            |            |            |            |  |  |        |        |        |        |
|  |                    | Herediano        | 0                | 1                |                     |   |                  |                  |                  |                  |   |   |            |            |            |            |  |  |        |        |        |        |
|  | Robinhood          | Herediano        | 0                | 1                | 0                   | 1 |                  |                  |                  |                  |   |   |            |            |            |            |  |  |        |        |        |        |
|  | Robinhood          |                  |                  |                  | 0                   | 1 |                  |                  |                  |                  |   |   |            |            |            |            |  |  |        |        |        |        |
|  | Herediano          | 2                | 1                |                  |                     |   |                  |                  |                  |                  |   |   |            |            |            |            |  |  |        |        |        |        |
|  | Herediano          | 2                | 1                |                  |                     |   |                  |                  |                  | Pachuca          | 1 | 2 |            |            |            |            |  |  |        |        |        |        |
|  |                    |                  |                  |                  |                     |   |                  |                  |                  |                  |   | 2 |            |            |            |            |  |  |        |        |        |        |
|  |                    | América          | 1                | 1                |                     |   |                  |                  |                  |                  |   |   |            |            |            |            |  |  |        |        |        |        |
|  | América            | América          | 1                | 1                | 3                   | 2 |                  |                  |                  |                  |   |   |            |            |            |            |  |  |        |        |        |        |
|  | América            |                  |                  |                  | 3                   | 2 |                  |                  |                  |                  |   |   |            |            |            |            |  |  |        |        |        |        |
|  | Guadalajara        | 0                | 3                |                  |                     |   |                  |                  |                  |                  |   |   |            |            |            |            |  |  |        |        |        |        |
|  | Guadalajara        | 0                | 3                |                  | América             | 4 | 5                |                  |                  |                  |   |   |            |            |            |            |  |  |        |        |        |        |
|  |                    |                  |                  |                  |                     | 4 | 5                |                  |                  |                  |   |   |            |            |            |            |  |  |        |        |        |        |
|  |                    | N.E. Revolution  | 0                | 2                |                     |   |                  |                  |                  |                  |   |   |            |            |            |            |  |  |        |        |        |        |
|  | Alajuelense        | N.E. Revolution  | 0                | 2                | 0                   | 1 |                  |                  |                  |                  |   |   |            |            |            |            |  |  |        |        |        |        |
|  | Alajuelense        |                  |                  |                  | 0                   | 1 |                  |                  |                  |                  |   |   |            |            |            |            |  |  |        |        |        |        |
|  | N.E. Revolution    | 4                | 1                |                  |                     |   |                  |                  |                  |                  |   |   |            |            |            |            |  |  |        |        |        |        |
|  | N.E. Revolution    | 4                | 1                |                  |                     |   |                  |                  |                  |                  |   |   |            |            |            | Pachuca    |  |  | 3      |        |        |        |
|  |                    |                  |                  |                  |                     |   |                  |                  |                  |                  |   |   |            |            |            |            |  |  | 3      |        |        |        |
|  |                    | Columbus Crew    |                  |                  | 0                   |   |                  |                  |                  |                  |   |   |            |            |            |            |  |  |        |        |        |        |
|  | Columbus Crew      | Columbus Crew    | 1                | 1                | 0                   |   |                  |                  |                  |                  |   |   |            |            |            |            |  |  |        |        |        |        |
|  | Columbus Crew      |                  | 1                | 1                |                     |   |                  |                  |                  |                  |   |   |            |            |            |            |  |  |        |        |        |        |
|  | Houston Dynamo     | 0                | 1                |                  |                     |   |                  |                  |                  |                  |   |   |            |            |            |            |  |  |        |        |        |        |
|  | Houston Dynamo     | 0                | 1                |                  | Columbus Crew (dtr) | 1 | 1 (4)            |                  |                  |                  |   |   |            |            |            |            |  |  |        |        |        |        |
|  |                    |                  |                  |                  |                     | 1 | 1 (4)            |                  |                  |                  |   |   |            |            |            |            |  |  |        |        |        |        |
|  |                    | Tigres UANL      | 1                | 1 (3)            |                     |   |                  |                  |                  |                  |   |   |            |            |            |            |  |  |        |        |        |        |
|  | Tigres UANL        | Tigres UANL      | 1                | 1 (3)            | 0                   | 4 |                  |                  |                  |                  |   |   |            |            |            |            |  |  |        |        |        |        |
|  | Tigres UANL        |                  |                  |                  | 0                   | 4 |                  |                  |                  |                  |   |   |            |            |            |            |  |  |        |        |        |        |
|  | Orlando City       | 0                | 2                |                  |                     |   |                  |                  |                  |                  |   |   |            |            |            |            |  |  |        |        |        |        |
|  | Orlando City       | 0                | 2                |                  |                     |   |                  |                  |                  | Columbus Crew    | 2 | 3 |            |            |            |            |  |  |        |        |        |        |
|  |                    |                  |                  |                  |                     |   |                  |                  |                  |                  |   | 3 |            |            |            |            |  |  |        |        |        |        |
|  |                    | Monterrey        | 1                | 1                |                     |   |                  |                  |                  |                  |   |   |            |            |            |            |  |  |        |        |        |        |
|  | Monterrey          | Monterrey        | 1                | 1                | 1                   | 2 |                  |                  |                  |                  |   |   |            |            |            |            |  |  |        |        |        |        |
|  | Monterrey          |                  |                  |                  | 1                   | 2 |                  |                  |                  |                  |   |   |            |            |            |            |  |  |        |        |        |        |
|  | FC Cincinnati      | 0                | 1                |                  |                     |   |                  |                  |                  |                  |   |   |            |            |            |            |  |  |        |        |        |        |
|  | FC Cincinnati      | 0                | 1                |                  | Monterrey           | 2 | 3                |                  |                  |                  |   |   |            |            |            |            |  |  |        |        |        |        |
|  |                    |                  |                  |                  |                     | 2 | 3                |                  |                  |                  |   |   |            |            |            |            |  |  |        |        |        |        |
|  |                    | Inter Miami      | 1                | 1                |                     |   |                  |                  |                  |                  |   |   |            |            |            |            |  |  |        |        |        |        |
|  | Inter Miami        | Inter Miami      | 1                | 1                | 2                   | 3 |                  |                  |                  |                  |   |   |            |            |            |            |  |  |        |        |        |        |
|  | Inter Miami        |                  |                  |                  | 2                   | 3 |                  |                  |                  |                  |   |   |            |            |            |            |  |  |        |        |        |        |
|  | Nashville          | 2                | 1                |                  |                     |   |                  |                  |                  |                  |   |   |            |            |            |            |  |  |        |        |        |        |

### Primo turno
| Squadra 1           | Totale      | Squadra 2          | Andata | Ritorno     |
| ------------------- | ----------- | ------------------ | ------ | ----------- |
| Saprissa            | 5 - 6       | Philadelphia Union | 2 - 3  | 3 - 3 (dts) |
| Herediano           | 4 - 4 (gfc) | Toluca             | 1 - 2  | 3 - 2       |
| Real Estelí         | 2 - 3       | América            | 2 - 1  | 0 - 2       |
| Forge               | 2 - 5       | Guadalajara        | 1- 3   | 1 - 2       |
| Indep. La Chorrera  | 0 - 4       | N.E. Revolution    | 0 - 1  | 0 - 3       |
| St. Louis City      | 2 - 2 (gfc) | Houston Dynamo     | 2 - 1  | 0 - 1       |
| Vancouver Whitecaps | 1 - 4       | Tigres UANL        | 1 - 1  | 0 - 3       |
| Cavalry             | 1 - 6       | Orlando City       | 0 - 3  | 1 - 3       |
| Comunicaciones      | 1 - 7       | Monterrey          | 1 - 4  | 0 - 3       |
| Cavalier            | 0 - 6       | FC Cincinnati      | 0 - 2  | 0 - 4       |
| Moca                | 0 - 7       | Nashville          | 0 - 3  | 0 - 4       |

### Ottavi di finale
| Squadra 1          | Totale | Squadra 2     | Andata | Ritorno |
| ------------------ | ------ | ------------- | ------ | ------- |
| Philadelphia Union | 0 - 6  | Pachuca       | 0 - 0  | 0 - 6   |
| Herediano          | 3 - 1  | Robinhood     | 2 - 0  | 1 - 1   |
| Guadalajara        | 3 - 5  | América       | 0 - 3  | 3 - 2   |
| N.E. Revolution    | 5 - 1  | Alajuelense   | 4 - 0  | 1 - 1   |
| Houston Dynamo     | 1 - 2  | Columbus Crew | 0 - 1  | 1 - 1   |
| Orlando City       | 2 - 4  | Tigres UANL   | 0 - 0  | 2 - 4   |
| FC Cincinnati      | 1 - 3  | Monterrey     | 0 - 1  | 1 - 2   |
| Nashville          | 3 - 5  | Inter Miami   | 2 - 2  | 1 - 3   |

### Quarti di finale
| Squadra 1       | Totale          | Squadra 2   | Andata | Ritorno |
| --------------- | --------------- | ----------- | ------ | ------- |
| Herediano       | 1 - 7           | Pachuca     | 0 - 5  | 1 - 2   |
| N.E. Revolution | 2 - 9           | América     | 0 - 4  | 2 - 5   |
| Columbus Crew   | 2 - 2 (4-3 dtr) | Tigres UANL | 1 - 1  | 1 - 1   |
| Inter Miami     | 2 - 5           | Monterrey   | 1 - 2  | 1 - 3   |

### Semifinali
| Squadra 1     | Totale | Squadra 2 | Andata | Ritorno |
| ------------- | ------ | --------- | ------ | ------- |
| América       | 2 - 3  | Pachuca   | 1 - 1  | 1 - 2   |
| Columbus Crew | 5 - 2  | Monterrey | 2 - 1  | 3 - 1   |

#### Finale
| Arbitro: | Barton |

|                               |           |  |
| Rondón 12’, 67’ Rodríguez 32’ | Marcatori |  |

## Classifica marcatori
Aggiornata al 1º giugno 2024.
| Gol | Rigori |  | Giocatore           | Squadra                |
| --- | ------ |  | ------------------- | ---------------------- |
| 9   | 1      |  | Salomón Rondón      | Pachuca                |
| 5   | 0      |  | Alejandro Zendejas  | Club America           |
| 4   | 0      |  | Julián Carranza     | Philadelphia Union     |
| 4   | 1      |  | Tomás Chancalay     | New England Revolution |
| 4   | 0      |  | Brandon Vázquez     | Monterrey              |
| 4   | 1      |  | André-Pierre Gignac | Tigres                 |
| 4   | 0      |  | Henry Martín        | Club America           |